# Vaux-sous-Olne
 (juillet 2012).
- Si vous ne connaissez pas le sujet, laissez ce bandeau (vous pouvez alors contacter les auteurs).
- Si vous supprimez le contenu mis en cause (vous pouvez préalablement contacter les auteurs),

argumentez précisément cette suppression dans la page de discussion
(un manque de référence n'est pas un argument ; une recherche réelle de référence doit avoir été effectuée, être formellement documentée).
 (mars 2012).
Si vous disposez d'ouvrages ou d'articles de référence ou si vous connaissez des sites web de qualité traitant du thème abordé ici, merci de compléter l'article en donnant les références utiles à sa vérifiabilité et en les liant à la section « Notes et références ».
 (mars 2012).
Vaux-sous-Olne (en wallon Vå-dzo-Ône ou plus rarement So (les) Vås) est un hameau des communes de Trooz et Olne situé en Région wallonne dans le Pays de Herve (province de Liège).
Ce hameau est divisé en Grand-Vau (plus proche d'Olne) et Petit-Vau (plus proche de Nessonvaux), ce qui justifierait le x du pluriel du wallon vau

## Toponymie
Un document de 1158 signale que le chapitre de Saint-Adalbert d'Aix-la-Chapelle est propriétaire d'une manse et demi (environ 15 ha) en Valle où il y avait deux moulins et cinq fermes. Plus tard, il semble être le moulin de Froibermont
Du wallon vå, val, petite vallée, terme qui ne s'emploie que dans les lieux-dits. Pour la finale -x de vaux, voir ci-dessus ; le wallon vå se prononce comme le pluriel français vaux même au singulier (li vå = le val), au moins depuis le début du XIVe siècle.

## Résurgence à Vaux-sous-Olne
La Villa des Hirondelles à Vaux-sous Olne au pied du Hé-des-Minières où l’on exploitait jadis une faille calaminaire. La propriété à trois sources. Les eaux du Ri des Arondes s’engouffrent dans la tchantwère de La-Falise pour ressortir à l’est de l’étang de la propriété quelque 192 heures et 760 mètres plus tard (test à l’uranine), ce qui laisse supposer une vaste nappe d’eau souterraine. 
Une autre chantoir à Xhendelesse a sa résurgence juste devant la villa. Quant à la source de l’étang, nul ne sait d’où elle vient, probablement des eaux de ruissellement du Rafay.
Ri de Vau 
La résurgence du Ri d’Aronde a ce nom à Vaux-sous-Olne.

## Confluent
Le Bola qui vient de Soiron se jette dans le Ry de Vau juste avant Nessonvaux